# Entengasse 1 (Dillingen an der Donau)

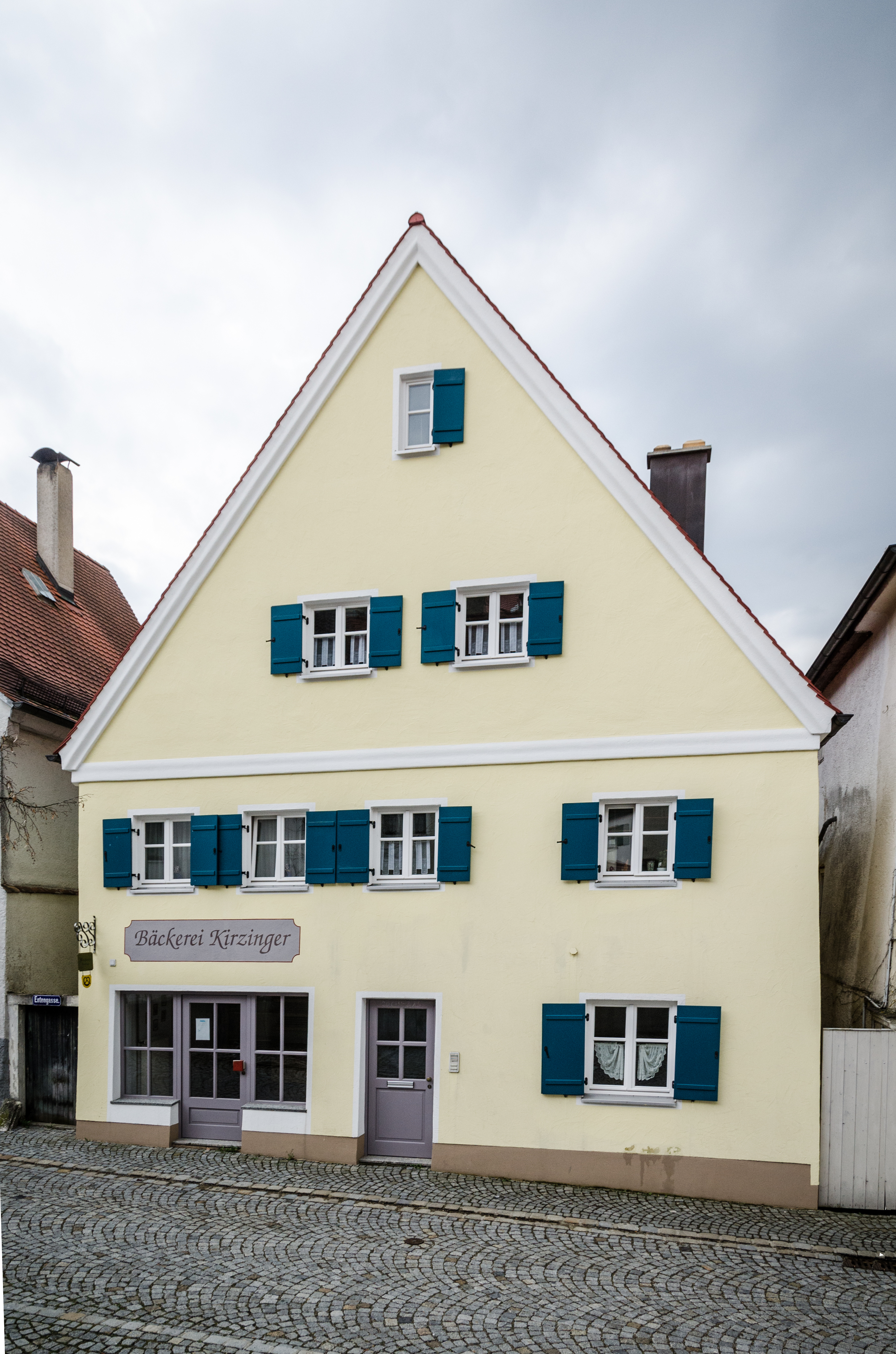
Wohnhaus Entengasse 1 in Dillingen an der Donau

Das Gebäude Entengasse 1 in Dillingen an der Donau, der Kreisstadt des Landkreises Dillingen an der Donau im Regierungsbezirk Schwaben in Bayern, wurde im Kern um 1496 errichtet. Das Wohnhaus, eines der ältesten Gebäude der Stadt, ist ein geschütztes Baudenkmal.
Das zweigeschossige Giebelhaus mit massivem Erdgeschoss und mit verputztem Fachwerkobergeschoss besitzt einen Mittelgang. Der Ladeneinbau stammt aus späterer Zeit.